# Selsø Kirke
Selsø Kirke er en kirke mellem Selsø Sø og herregården Selsø på Hornsherred. Præst ved kirken er Victor Graeser-Greve.
Kirken består af et romansk skib og kor af granitkvadre, en rund alterbygning af frådsten og våbenhus og tårn af tegl. De to kirkeklokker er muligvis fra år 1300 og 1467.
Kirken indgår i Danske Digterruter for Henrik Pontoppidan.

## Giftgasser
I juli 1987 blev kirken renset for borebiller af Skadedyrscentralen. 10 dage efter skulle der afholdes en begravelse i kirken. Her fik sognepræsten, kirketjeneren, kirkesangeren og en gæst symptomer på forgiftning. Selv om Miljøstyrelsen ikke har kunnet påvise koncentrationer over grænseværdierne, blev mange syge efter ophold i bygningen. I 1996 beordrede Miljøstyrelsen derfor, at man kun måtte træde indenfor iført nødvendige værnemidler med friskluftforsyninger udefra.
Lukningen tvang kirken til særdeles gennemgribende renovering og rensning: Alt inventar blev fjernet. Væggene blev renset helt af, og der blev fjernet jord under hele gulvet i en halv meters dybde. Det formodes, at gassen var så tung, at den lejrede sig her. De gamle bænke blev kasserede og erstattet af nye. Alt andet inventar som prædikestol og alter blev grundigt renset. Desuden er der nu efter krav fra miljømyndighederne etableret et særligt ventilationsanlæg, så luften lige over gulvet bliver udskiftet. Renoveringen betød, at man fandt to ukendte kalkmalerier.
Menighedsrådet vandt i 1996 en retssag mod Skadedyrscentralen, der blev kendt ansvarlige for, at kirken var ubrugelig. Et erstatningskrav rejst mod den, gav 500.000 kroner. Af de 12 mio. kr. rensningen har kostet, lånte Kirkeministeriet de 3,5 mio. kr., mens resten måtte lånes gennem stiftsmidlerne.
1. søndag i advent 1999 (28. november) blev kirken genåbnet.

## Eksterne kilder og henvisninger
- Kristeligt Dagblad 9. november 1999: "Luften renset i Selsø Kirke"
- Selsø Kirke hos KortTilKirken.dk
- Selsø Kirke hos danmarkskirker.natmus.dk (Danmarks Kirker, Nationalmuseet)

- Wikimedia Commons har flere filer relateret til Selsø Kirke